# Przedrostek SI
Przedrostek SI – prefiks wyrażający wielokrotności i podwielokrotności jednostek miar opartych na systemie metrycznym. Przedrostki zostały wdrożone w ramach układu SI, choć okazjonalnie stosuje się je także do jednostek spoza tego systemu (np. mililitr czy milisekunda kątowa).

## Przedrostkijednostek miarukładu SI
| Nazwa  | Etymologia | Etymologia           | Symbol | Mnożnik | Mnożnik                                   | Mnożnik              | Przykład           | Stoso- wane od |
| Nazwa  | język      | słowo                | Symbol | potęga  | zapis dziesiętny                          | nazwa                | Przykład           | Stoso- wane od |
| ------ | ---------- | -------------------- | ------ | ------- | ----------------------------------------- | -------------------- | ------------------ | -------------- |
| quetta | gr.        | deka – dziesięć      | Q      | 1030    | 1 000 000 000 000 000 000 000 000 000 000 | kwintylion           | Qg – quettagram    | 2022           |
| ronna  | gr.        | ennea – dziewięć     | R      | 1027    | 1 000 000 000 000 000 000 000 000 000     | kwadryliard          | Rg – ronnagram     | 2022           |
| jotta  | gr.        | okto – osiem         | Y      | 1024    | 1 000 000 000 000 000 000 000 000         | kwadrylion           | Yg – jottagram     | 1991           |
| zetta  | łac.       | septem – siedem      | Z      | 1021    | 1 000 000 000 000 000 000 000             | tryliard             | Zm – zettametr     | 1991           |
| eksa   | gr.        | heks – sześć         | E      | 1018    | 1 000 000 000 000 000 000                 | trylion              | EB – eksabajt      | 1975           |
| peta   | gr.        | pente – pięć         | P      | 1015    | 1 000 000 000 000 000                     | biliard              | Ps – petasekunda   | 1975           |
| tera   | gr.        | teras – potwór       | T      | 1012    | 1 000 000 000 000                         | bilion               | Tm – terametr      | 1960           |
| giga   | gr.        | gigas – olbrzymi     | G      | 109     | 1 000 000 000                             | miliard              | GW – gigawat       | 1960           |
| mega   | gr.        | megas – wielki       | M      | 106     | 1 000 000                                 | milion               | MHz – megaherc     | 1960           |
| kilo   | gr.        | chilioi – tysiąc     | k      | 103     | 1 000                                     | tysiąc               | km – kilometr      | 1795           |
| hekto  | gr.        | hekaton – sto        | h      | 102     | 100                                       | sto                  | hPa – hektopaskal  | 1795           |
| deka   | gr.        | deka – dziesięć      | da     | 101     | 10                                        | dziesięć             | dag – dekagram     | 1795           |
|        |            |                      |        | 100     | 1                                         | jeden                | m – metr, g – gram |                |
| decy   | łac.       | decimus – dziesiąty  | d      | 10−1    | 0,1                                       | jedna dziesiąta      | dm – decymetr      | 1795           |
| centy  | łac.       | centum – sto         | c      | 10−2    | 0,01                                      | jedna setna          | cm – centymetr     | 1795           |
| mili   | łac.       | mille – tysiąc       | m      | 10−3    | 0,001                                     | jedna tysięczna      | mm – milimetr      | 1795           |
| mikro  | gr.        | mikros – mały        | µ      | 10−6    | 0,000 001                                 | jedna milionowa      | µm – mikrometr     | 1960           |
| nano   | gr.        | nanos – karzeł       | n      | 10−9    | 0,000 000 001                             | jedna miliardowa     | nF – nanofarad     | 1960           |
| piko   | wł.        | piccolo – mały       | p      | 10−12   | 0,000 000 000 001                         | jedna bilionowa      | pF – pikofarad     | 1960           |
| femto  | duń.       | femten – piętnaście  | f      | 10−15   | 0,000 000 000 000 001                     | jedna biliardowa     | fm – femtometr     | 1964           |
| atto   | duń.       | atten – osiemnaście  | a      | 10−18   | 0,000 000 000 000 000 001                 | jedna trylionowa     | as – attosekunda   | 1964           |
| zepto  | fr., gr.   | sept, hepta – siedem | z      | 10−21   | 0,000 000 000 000 000 000 001             | jedna tryliardowa    | zN – zeptoniuton   | 1991           |
| jokto  | gr.        | okto – osiem         | y      | 10−24   | 0,000 000 000 000 000 000 000 001         | jedna kwadrylionowa  | yg – joktogram     | 1991           |
| ronto  | gr.        | ennea – dziewięć     | r      | 10-27   | 0,000 000 000 000 000 000 000 000 001     | jedna kwadryliardowa | rg – rontogram     | 2022           |
| quecto | gr.        | deka – dziesięć      | q      | 10-30   | 0,000 000 000 000 000 000 000 000 000 001 | jedna kwintylionowa  | qg – quectogram    | 2022           |